# Néma bosszú
A Néma bosszú (eredeti cím: Acts of Vengeance)  2017-ben bemutatott bolgár-amerikai akció-thriller, melyet Isaac Florentine rendezett.
A főszerepben Antonio Banderas látható, egy ügyvédet alakít, aki felesége és lánya halálát követően bosszút esküdik. További fontosabb szerepekben Karl Urban, Paz Vega és Cristina Serafini tűnik fel.
2017. október 27-én jelent meg, Magyarországon DVD-n adták ki szinkronizálva 2020 februárjában.

## Cselekmény
Az ügyvéd Frank Valera (Antonio Banderas) feleségét, Sue-t (Cristina Serafini) és lányát, Oliviát a kislány tehetségkutatós fellépése után (amelyen Olivia Franknek énekli el közös dalukat, ám a férfi munkája miatt nem érkezik meg időben és csak utólag, felvételről láthatja azt) meggyilkolják, holttestüket a rendőrök egy vasúti területen találják meg. A temetés után Sue apja, Chuck (Robert Forster) nyersen közli Frankkel, hogy többé nem akarja látni őt. Frank ellátogat a rendőrségre, ahol Lustiger nyomozó elmondja; a rendőrség néhány aranyszálat talált a gyilkosság helyszínén. A nyomozó azt gyanítja, hogy a gyilkosok a bűncselekmény elkövetésének környékén aktív orosz maffiához tartoznak.
Frank inni kezd és egy illegális harcművészeti viadalon szándékosan megvereti magát, ezzel próbálva enyhíteni bűntudatán. Hank Strode (Karl Urban) rendőrtiszt, akivel Frank már korábban találkozott az őrsön, egy alkalommal megmenti a részeg férfit a ringbéli veréstől. Strode elmondja Franknek, hogy családja esetét nyomok hiányában "jegelték", ekkor a férfi dühösen faképnél hagyja. Franket még aznap éjjel megtámadják és szúrt sebet kap, egy könyvesbolt kirakatába zuhanva véletlenül épp Marcus Aurelius Elmélkedések című könyvével próbálja enyhíteni a vérzést. Frank elolvassa a könyv egyes részeit, és annak alapján megváltoztatja hozzáállását azzal kapcsolatban, hogy mit kell tennie. A könyv hatására úgy dönt, sztoikus némaságot fogad, míg bosszúját végig nem viszi. Ezután kitartó edzéssel harcművészeti tudásra és fittségre tesz szert.
Az ügyvéd a gyilkosság helyszínére megy nyomozni és orosz gengszterekkel keveredik verekedésbe. Bár legyőzi őket, lőtt sebet kap. Egy nővér, Alma (Paz Vega) rátalál és hazaviszi, majd ellátja a férfi sebeit. Másnap Frank visszatér otthonába és a korábban a támadók tulajdonában lévő kutya mellé szegődik. Később Alma becsenget hozzá, mert Frank nála felejtette a pénztárcáját. Alma megismeri Frank történetét és összebarátkozik a férfival.
Ezt követően Frank rálel egy lehetséges szemtanúra, a Mr. Majré névre hallgató hajléktalan férfira, aki szakácsként dolgozik a helyi étteremben. Ahogy Frank elhagyja Alma házát, megjelennek az orosz banda tagjai és Almát arra kényszerítik, folytassa számukra a kábítószer kicsempészését a kórházból. Frank megjelenik és lefegyverzi a bandatagokat. A nő elmagyarázza, hogy fenyegetés hatására egy évig velük dolgozott és a kórházból drogot lopott nekik. A biztonsága érdekében Frank az otthonába viszi a nőt.
Frank megtalálja az étteremben Mr. Majrét és egy verekedést követően ártalmatlanná teszi őt. Megmutatja neki családja fotóját és megtudja, hogy a gyilkosságokat egy rendőrtiszt követte el. Ezután Frank belopódzik a rendőrségre és kideríti, hogy Hank Strode volt az a rendőr, aki a gyilkosságok éjjelén szolgálatában volt. Frank néhány napon keresztül követni kezdi Strode-ot, majd betör a házába és megtalálja az egyik egyenruháján a megbomlott aranyszálakat. Frank egy olyan táskát is talál, amelyben róla, mint ügyvédről szóló magazinok vannak, illetve újságcikkek Strode tizenkét éves lányának megöléséről. A felmentett gyilkos védőügyvédje Frank volt. Strode azt akarta, hogy Frank szenvedjen a gyanúsított szabadon engedéséért, átélve Strode fájdalmát. Frank üzenetet hagy Strode-nak, melyben egy elhagyatott raktárba hívja találkozóra. Itt küzdeni kezdenek és mindketten súlyos sebeket kapnak, végül Frank kerekedik felül. Azonban nem öli meg ellenfelét, visszaemlékezve Aurelius idézetére: „A legjobb bosszú az, ha különbözni tudunk attól, aki a sérelmet okozza”.
Strode tárgyalása és elítélése után Frank Almával együtt meglátogatja szerettei sírját a temetőben. Frank véget vet némasági fogadalmának, kimondva a szót: "SZERETLEK".

## Szereplők
| Színész             | Szerep                  | Magyar hang    |
| ------------------- | ----------------------- | -------------- |
| Antonio Banderas    | Frank Valera            | Kőszegi Ákos   |
| Karl Urban          | Hank Strode rendőrtiszt | Seder Gábor    |
| Paz Vega            | Alma                    | Haffner Anikó  |
| Clint Dyer          | Mr. Majré               |                |
| Cristina Serafini   | Sue Valera              |                |
| Lillian Blankenship | Olivia Valera           |                |
| Robert Forster      | Chuck                   | Ujréti László  |
| Velislav Pavlov     | ezredes                 |                |
| Jonathan Schaech    | Lustiger nyomozó        | Rosta Sándor   |
| Atanas Srebrev      | Frank partnere a cégnél | Zámbori Soma   |
| Raicho Vasilev      | Timofei                 |                |
| Isaac Florentine    | Karatemester            | nem szólal meg |

## Fordítás
- Ez a szócikk részben vagy egészben  az   Acts of Vengeance (film) című angol Wikipédia-szócikk fordításán alapul.  Az eredeti cikk szerkesztőit annak laptörténete sorolja fel. Ez a jelzés csupán a megfogalmazás eredetét és a szerzői jogokat jelzi, nem szolgál a cikkben szereplő információk forrásmegjelöléseként.